# 天合化工
天合化工集團有限公司，簡稱天合化工集團和天合化工控股（英語：Tianhe Chemicals Group Limited，港交所除牌前：1619.HK）是一家中国化工公司。

## 历史
在1992年，由魏奇（董事長）與義縣運輸公司的多名僱員，於義縣成立「義縣精細化工總廠」（「遼寧天合精細化工股份有限公司」前身）。現時總部位於錦州。業務在中國內地經營生產、銷售和研發润滑油添加剂、特种氟化物等產品。
該股份曾在2014年6月20日於港交所主板上市。招股價為2.25港元，全球發售股份為2,817,264,000股，集資額為63億港元。
2014年9月，天合化工被沽空機構匿名分析（Anonymous Analytics），發出長達67頁的沽空報告，指經盡職審查、實地研究及分析後，質疑天合賬目造假，盈利及收入均被誇大，該機構建議「強烈沽售」天合，目標價為零元。同年9月2日，在收盤後或停牌前2.31港元，下降4.9%。據了解，根據國家工商行政管理總局的資料，以及第三方文件顯示，該公司收入和盈利被誇大，2012年天合化工的相關營運附屬，天合化工的實際收入少於其報告之85%，純利更應低於100%。
2014年9月10日，天合化工的電郵系統，遭受黑客入侵，因此作出發出通告。
2020年6月11日，該公司已被港交所根據《上市規則》第6.01A條予以取消上市地位。

## 連結
- tianhechem.com （页面存档备份，存于）